# Acido erucico
L'acido erucico è un acido carbossilico appartenente alla classe dei cosiddetti acidi grassi alifatici monoinsaturi.
Insolubile in acqua, è solubile invece in metanolo ed etanolo.
Il suo estere glicerico costituisce fino al 50% dell'olio dei semi di colza e senape.
Il suo estere metilico trova impiego in gascromatografia come sostanza standard di riferimento in alcune applicazioni.

## Impieghi
Viene impiegato principalmente nella produzione di emollienti e tensioattivi.
Dall'erucicato si ottiene l'erucamide, usato per la sintesi di film plastici. Inoltre si utilizza per la polimerizzazione del nylon-13,13, più stabile del nylon-12,12, di origine petrolifera.
Infine è parte integrante degli olii del biodiesel.

## Biochimica
L'acido erucico è prodotto dall'allungamento dell'acido oleico attraverso l'oleoil-coenzima A e il malonil-CoA. L'acido erucico viene scomposto in acidi grassi a catena più corta nel fegato umano dall'enzima acil CoA deidrogenasi a catena lunga.

## Nutrizione
Studi condotti su animali da laboratorio nei primi anni settanta  mostrano che l'acido erucico sembra avere effetti tossici sul cuore a dosi sufficientemente elevate. Tuttavia, ricerche più recenti hanno messo in dubbio la rilevanza degli studi sui ratti per la salute umana dell'acido erucico. I ratti sono insoliti nella loro incapacità di elaborare l'acido erucico e i sintomi nei ratti causati da una dieta con alti livelli di acido erucico non sono stati osservati nei suini, nei primati o in altri animali. Non è stato stabilito un nesso tra il consumo di olio di colza e un aumento della lipidosi del miocardio o delle malattie cardiache.  Mentre ci sono segnalazioni di tossicità derivante dall'uso a lungo termine dell'olio di Lorenzo (che contiene acido erucico e altri ingredienti), non vi sono segnalazioni di danni alle persone derivanti dal consumo dietetico di acido erucico.
La pubblicazione di studi sugli animali con acido erucico, ha portato i governi di tutto il mondo a regolamentare oli con alti livelli di acido erucico, e sono stati stabiliti livelli di tolleranza per l'esposizione umana all'acido erucico sulla base degli studi sugli animali.
Nel 2003, Food Standards Australia ha fissato un apporto giornaliero tollerabile provvisorio (PTDI) per un adulto medio di circa 500 mg/die di acido erucico, estrapolato in base al "livello associato all'aumento della lipidosi miocardica nei suini in allattamento". "Esiste un margine di sicurezza di 120 volte tra questo livello e il livello associato all'aumento della lipidosi miocardica nei suini in allattamento. La valutazione dell'esposizione alimentare ha concluso che la maggior parte dell'esposizione all'acido erucico da parte della popolazione generale verrebbe dal consumo di olio di colza. L'assunzione dietetica di acido erucico da parte di un individuo che consuma a livello medio è ben al di sotto del PTDI; pertanto, non vi è motivo di preoccupazione in termini di salute pubblica e sicurezza. Tuttavia, l'individuo che consuma ad alto livello ha potenziale di avvicinamento al PTDI. Ciò sarebbe particolarmente vero se il livello di acido erucico nell'olio di colza dovesse superare il 2% degli acidi grassi totali".
L'olio di colza per uso alimentare è regolato su un massimo del 2% di acido erucico in peso negli Stati Uniti e il 5% nell'UE, con regolamenti speciali per alimenti per l'infanzia. La legge attualmente ne vieta la presenza, indicandone un limite massimo: il 50 g/kg negli oli-grassi e negli alimenti con la loro aggiunta e 10 g/kg negli alimenti per lattanti e di proseguimento (Reg. UE 696/2014).
L'olio canola è un olio derivato da colza selezionata per contenere il tasso di acido erucico sotto al 2%. Alcune varietà mutanti della colza possono fornire oli con una distribuzione di acidi grassi adatta a diverse applicazioni. Tra queste ne sono state selezionate anche ad alto contenuto di acido erucico e basso tenore di glucosinolati.

## Terapia
L'acido erucico è utilizzato per prevenire una forma di adrenoleucodistrofia. Dopo l'acido oleico è il componente principale dell'olio di Lorenzo.